# كأس جمهورية موريشيوس
كأس جمهورية موريشيوس هي مسابقة كرة قدم موريشيوسية سنوية أنشأها اتحاد موريشيوس لكرة القدم في عام 1990. عادة يتم عقد البطولة في الصيف من كل عام. جنبا إلى جنب مع بطولة كأس اتحاد كرة القدم الموريشياني (MFA) ، فهي بمثابة مسابقة كأس رئيسية للفرق في دوري كرة القدم الموريشياني ، دوري موريشيوس.

## الفائزون
- 1990: الشروق 2-1 كتيبة الإطفاء SC
- 1991: كتيبة الإطفاء 4-0 النمور الشبابية
- 1992: الشروق 4-1 ار بي بي اس
- 1993: الشروق 3-2 كتيبة الإطفاء
- 1994: الشروق 1-0 أمل موريشيوس
- 1995: كتيبة الإطفاء 3-1 أمل موريشيوس
- 1996: الشروق 4-0 نادي الكشافة
- 1997: الشروق 0-0 (5-2 ركلة جزاء) كتيبة الإطفاء SC
- 1998: الشروق 4-3 كتيبة الإطفاء SC
- 1999: كتيبة الإطفاء SC 4-0 فاكون نوير
- 2000: لا مسابقة
- 2001: أس بورت لويس 2000 2-1 أولمبيك موكا
- 2002: يونيون سبورتيف دي بو باسين روز هيل 5-1 فاكوس فينيكس أس
- 2003: الصقر الأسود 2-1 يونيون سبورتيف دي بو باسين روز هيل
- 2004: أس بورت لويس 2000 2-1 يونيون سبورتيف دي بو باسين روز هيل
- 2005: أس بورت لويس 2000 2-0 يونيون سبورتيف دي بو باسين روز هيل
- 2006: فاكوس فينيكس أس 2-2 (5-4 ركلة جزاء) رفقاء باس
- 2007: كيوربايب ستارلايت SC 1-0 سافانا
- 2008: كيوربايب ستارلايت SC 2-0 بورت لويس 2000
- 2009: سافانا SC 2-0 كيوربايب ستارلايت
- 2010: جريب فروت SC 0-0 (6-5 ركلة جزاء) ليتل بلاك ريفر
- 2011: جريب فروت 3-1 ليتل بلاك ريفر
- 2011/12: سافانا SC 1-1 (بعد ذلك ، 11-10 نقطة) AS نهر من السور
- 2012/13: SC كيوربايب ستارلايت 0-1 SC جريب فروت
- 2013/14: بورت لويس 2000 1-0 كيوربايب ستارلايت SC
- 2014/15: سيلفستر كيور 1-1 (بعد ذلك ، 5-4 ركلة جزاء) جريب فروت SC
- 2015/16: سيركل دي يواكيم 1-0 بورت لويس 2000
- 2016/17: جريب فروت SC 4-2 جي ار اس اي واندررز
- 2017/18: نادي شباب بولتون سيتي 2-1 بيتيت ريفيير نوار